# Record de Tunisie du lancer du marteau
Le record de Tunisie du lancer du marteau est actuellement détenu par Saber Souid chez les hommes, avec 72,66 m, et par Sarah Bensaad chez les femmes, avec 64,11 m.

## Hommes
| Athlète     | Performance | Club                               | Lieu    | Date         |
| Saber Souid | 72,66 m     | Club sportif de la Garde nationale | Bambous | 12 août 2006 |

## Femmes
| Athlète       | Performance | Club                    | Lieu    | Date           |
| Sarah Bensaad | 64,11 m     | Athletic Club de Nabeul | Bobigny | 6 février 2011 |